# Relizane
Relizane là một đô thị thuộc tỉnh Relizane, Algérie. Dân số thời điểm năm 2002 là 111.186 người.